# Spelartrupper under European Golden League 2023 (damer)
Denna artikeln visar spelartrupperna för de deltagande lagen vid European Golden League 2023, som hålls mellan 27 maj och 25 juni 2023.

## Grupp A

### Belgien
Följande personer var registrerade i Belgiens trupp vid mästerskapet:

- 2 – Elise van Sas, passare
- 3 – Britt Herbots, vänsterspiker
- 4 – Nathalie Lemmens, center
- 6 – Helena Gilson, vänsterspiker
- 7 – Celine van Gestel, vänsterspiker
- 8 – Kaja Grobelna, högerspiker
- 9 – Nel Demeyer, libero
- 10 – Pauline Martin, högerspiker
- 11 – Anke Waelkens, center
- 12 – Charlotte Krenicky, passare
- 13 – Marlies Janssens, center
- 14 – Laura Meynckens, högerspiker
- 15 – Jutta van de Vyver, passare
- 16 – Laure Flament, vänsterspiker
- 17 – Kaat Cos, vänsterspiker
- 18 – Britt Rampelberg, libero
- 19 – Silke van Avermaet, center
- 20 – Marie Lambrix, libero
- 21 – Manon Stragier, vänsterspiker
- 22 – Anna Koulberg, center
- 23 – Noor Debouck, libero
- 24 – Sara de Donder, passare
- 25 – Nikita de Paepe, högerspiker
- 28 – Lara Nagels, passare

### Bosnien och Hercegovina
Följande personer var registrerade i Bosnien och Hercegovinas trupp vid mästerskapet:

- 1 – Ajla Paradžik, center
- 2 – Žana Dragutinović, center
- 3 – Milana Božić, passare
- 4 – Dora Brašnić, libero
- 5 – Iman Isanovic, vänsterspiker
- 7 – Anđelka Radišković, vänsterspiker
- 8 – Sara Marković, vänsterspiker
- 9 – Dragana Stevanović, passare
- 10 – Maja Lasić, center
- 11 – Ana Terzić, center
- 12 – Milica Ivković, libero
- 13 – Jovana Biberdzic, vänsterspiker
- 14 – Ema Klopić, center
- 15 – Amina Buljubašić, vänsterspiker
- 16 – Elena Babić, högerspiker
- 17 – Dajana Bošković, högerspiker
- 18 – Anđela Kovač, vänsterspiker
- 22 – Nina Dukić, vänsterspiker
- 23 – Duška Kenjalo, högerspiker
- 30 – Edina Begić, vänsterspiker
- 31 – Bojana Ambulija, högerspiker
- 32 – Meliha Musić, libero
- 33 – Natasa Pavlovic, högerspiker
- 35 – Sanja Vojnović, passare

### Sverige
Följande personer var registrerade i Sveriges trupp vid mästerskapet:

- 1 – Elsa Arrestad, center
- 3 – Linda Andersson, center
- 4 – Jonna Wasserfaller, center
- 5 – Cecilia Malm, spiker
- 6 – Ulrika Blomgren, spiker
- 7 – Sofie Sjöberg, libero
- 9 – Rebecka Lazic, spiker
- 10 – Isabelle Haak, spiker
- 11 – Alexandra Lazic, spiker
- 12 – Hilda Gustafsson, passare
- 13 – Filippa Brink, libero
- 14 – Hanna Hellvig, spiker
- 16 – Vilma Julevik, passare
- 17 – Anna Haak, spiker
- 18 – Julia Nilsson, center
- 19 – Klara Andersson, libero
- 20 – Hedda Broberg, center
- 21 – Elin Larsson, spiker
- 22 – Martha Edlund, spiker
- 23 – Kirsten van Leusen, center
- 25 – Emmy Andersson, libero
- 26 – Frida Kindbom, passare
- 27 – Paulina Lindberg, spiker
- 28 – Daniella Åström, spiker

Fetmarkerade spelare är de spelare som faktiskt deltagit vid mästerskapet.

## Grupp B

### Rumänien
Följande personer var registrerade i Rumäniens trupp vid mästerskapet:

- 1 – Diana Ariton, center
- 2 – Diana Teodora Veres, libero
- 3 – Rodica Buterez, vänsterspiker
- 5 – Raisa Laura Ioan, center
- 7 – Elizabet Lenke Inneh, högerspiker
- 8 – Ana Marisa Radu, passare
- 10 – Denisa Ionescu, center
- 11 – Maria Matei, vänsterspiker
- 12 – Andra-Dariana Budai-Savu, center
- 13 – Alexandra Ciucu, libero
- 15 – Sorina Miclăuș, vänsterspiker
- 16 – Andra Cojocaru, libero
- 18 – Dalia Maria Virland, center
- 19 – Adelina Budai-Ungureanu, vänsterspiker
- 20 – Georgiana Popa, vänsterspiker
- 21 – Didona Iuna Catalina Zadorojnai, högerspiker
- 22 – Alexandra Spinoche, passare
- 23 – Beatrice-Ramona Postea, passare
- 24 – Iarina-Luana Axinte, passare
- 25 – Roxana Roman, center
- 26 – Simina Strachinescu, högerspiker

### Slovakien
Följande personer var registrerade i Slovakiens trupp vid mästerskapet:

- 1 – Michaela Abrhámová, center
- 2 – Barbora Koseková, passare
- 4 – Lucia Herdová, vänsterspiker
- 5 – Alexandra Fricova, vänsterspiker
- 7 – Michaela Pallova, libero
- 8 – Nina Dreisigova, vänsterspiker
- 9 – Ema Smiešková, center
- 11 – Skarleta Jančová, libero
- 14 – Tereza Hrušecká, center
- 15 – Karolína Fričová, vänsterspiker
- 16 – Anna Kohútová, passare
- 17 – Simona Slivkova, passare
- 18 –  Karin Šunderlíková, högerspiker
- 19 –  Katarina Kormendyova, center
- 20 –  Zuzana Sepelova, vänsterspiker
- 21 –  Diana Navratova, vänsterspiker
- 22 –  Ema Magdinova, libero

### Tjeckien
Följande personer var registrerade i Tjeckiens trupp vid mästerskapet:

- 3 – Elen Jedlickova, center
- 4 – Silvie Pavlovà, center
- 5 – Eva Svobodová, högerspiker
- 6 – Adela Stavinohova, libero
- 7 – Magdalena Bukovska, vänsterspiker
- 8 – Ela Koulisiani, center
- 9 – Daniela Digrinova, libero
- 10 – Kateřina Valková, passare
- 11 – Veronika Dostálová, libero
- 12 – Veronika Djandova, center
- 13 – Katerina Kunikova, vänsterspiker
- 14 – Lucie Kolarova, libero
- 15 – Magdaléna Jehlářová, center
- 16 – Michaela Mlejnková, vänsterspiker
- 17 – Tiziana Baumrukova, passare
- 18 – Josefina Smolkova, vänsterspiker
- 19 – Katerina Pelikanova, passare
- 20 – Kveta Grabovska, passare
- 21 – Caroline Formankova, högerspiker
- 22 – Gabriela Orvošová, högerspiker
- 23 – Sarah Cruz, högerspiker
- 24 – Gabriela Kopacova, högerspiker
- 25 – Monika Brancuska, center
- 26 – Lucie Blazkova, center
- 27 – Lucie Kalhousova, vänsterspiker
- 28 – Klara Zarnovicka, vänsterspiker

## Grupp C

### Frankrike
Följande personer var registrerade i Frankrikes trupp vid mästerskapet:

- 1 – Héléna Cazaute, vänsterspiker
- 3 – Amandine Giardino, libero
- 8 – Christina Bauer, center
- 9 – Nina Stojiljkovic, passare
- 11 – Lucille Gicquel, vänsterspiker
- 12 – Isaline Sager-Weider, center
- 15 – Amandha Marine Sylves, center
- 19 – Julie Oliveira-Souza, högerspiker
- 20 – Lisa Jeanpierre, vänsterspiker
- 21 – Eva Elouga, center
- 23 – Léandra Olinga-Andela, center
- 27 – Mahe Mauriat, passare
- 34 – Lisa Arbos, vänsterspiker
- 35 – Enora Danard-Selosse, passare
- 38 – Leïa Ratahiry, vänsterspiker
- 54 – Auriane Biemel, libero
- 57 – Chloé Mayerl, center
- 63 – Émilie Respaut, passare
- 75 – Guewe Diouf, vänsterspiker
- 78 – Aminata Dia, center
- 88 – Amélie Rotar, högerspiker
- 91 – Halimatou Bah, vänsterspiker
- 92 – Naomi Ngolongolo, center
- 98 – Sabine Haewegene, vänsterspiker
- 99 – Juliette Gelin, libero

### Ukraina
Följande personer var registrerade i Ukrainas trupp vid mästerskapet:

- 1 – Oleksandra Milenko, vänsterspiker
- 3 – Kateryna Zjylinska, högerspiker
- 4 – Alika Lutsenko, högerspiker
- 5 – Marharyta Gejko, vänsterspiker
- 6 – Krystyna Njemtseva, libero
- 7 – Svitlana Dorsman, center
- 9 – Viktorija Olijnyk, passare
- 10 – Maryna Mazenko, center
- 11 – Stanislava Parfonova, vänsterspiker
- 12 – Diana Frankevytj, vänsterspiker
- 14 – Darja Sjarhorodska, passare
- 16 – Anastasija Majevska, center
- 17 – Olesia Rychljuk, högerspiker
- 18 – Kateryna Vasyljeva, libero
- 19 – Viktorija Dantjak, center
- 21 – Kima Zjarkova, vänsterspiker
- 23 – Valerija Jakusjeva, högerspiker
- 24 – Anastasija Krajduba, högerspiker
- 26 – Uljana Kotar, högerspiker
- 27 – Ksenija Puhatj, center
- 30 – Diana Meljusjkyna, center
- 44 – Olena Rudyk, högerspiker

### Ungern
Följande personer var registrerade i Ungerns trupp vid mästerskapet:

- 1 – Adrienn Vezsenyi, högerspiker
- 2 – Fruzsina Tóth, libero
- 3 – Panna Godó, vänsterspiker
- 4 – Fanny Fábián, passare
- 5 – Alíz Kump, center
- 6 – Zóra Glemboczki, vänsterspiker
- 7 – Kata Török, vänsterspiker
- 8 – Eszter Anna Pekárik, center
- 9 – Dalma Juhár, libero
- 10 – Liliána Berkó, passare
- 11 – Orsolya Papp, center
- 12 – Réka Szedmák, vänsterspiker
- 13 – Anett Németh, högerspiker
- 14 – Gréta Kiss, vänsterspiker
- 15 – Hanna Bodovics, center
- 16 – Panni Petőváry, högerspiker
- 17 – Anna Szalai, libero
- 18 – Cecília Noémi Jámbor, vänsterspiker
- 20 – Petra Kertész, libero
- 21 – Agnes Boskó, passare
- 22 – Zsófia Kilyénfalvi, center